# Proliferobasidium heliconiae
Proliferobasidium heliconiae är en svampart som beskrevs av J.L. Cunn. 1976. Proliferobasidium heliconiae ingår i släktet Proliferobasidium och familjen Brachybasidiaceae.   Inga underarter finns listade i Catalogue of Life.